# 메타윈 오파이암카천
메타윈 오파이암카천(1999년 2월 21일 ~, 태국어: เมธวิน โอภาสเอี่ยมขจร, 영어: Metawin Opas-iamkajorn)은 중국계 태국인 태국 배우이며 윈(태국어: วิน, 영어: Win)이라는 이름으로 잘 알려져 있다. 윈은 2게더: 더 시리즈로 데뷔하였으며 차후 작인 스틸 2게더, 이 두 작품의 타인이라는 역할로 국제적으로 유명세를 탔다.
2021년에는 일본 인기 만화 '꽃보다 남자' 태국 각색판에 출연하여, F4 멤버 중 한 명인 캐빈(니시카도 소지로) 역을 맡게 되었다.

## 어린 시절과 교육
윈은 태국 방콕에서 태어났으며 4남매 중 셋째이다. 판야랏 고등학교에서 중고등 교육을 마치고 미국 아이오와주 벨몬드-클렘므 커뮤니티 학교 지구(영어: Belmond-Klemme Community School District) 국제 교환 학생이 되었다. 교환 학생 시절, 윈은 학교 밴드 타악기 합창단의 일원이 되었으며 또한 졸업과 동시에 GED 시험에 합격했다. 현재는 탐마삿 대학교에서 경제학 학사 학위를 취득하고 있다.

## 출연 작품
| 연도 | 방송사          | 제목               | 역할        | 방영 날짜                         | 비고 | 각주   |
| ---- | --------------- | ------------------ | ----------- | --------------------------------- | ---- | ------ |
| 2020 | GMM 25, LINE TV | 2게더: 더 시리즈   | 타인 티파컨 | 2020년 2월 21일 ~ 2020년 5월 15일 | 주연 | [ 7 ]  |
| 2020 |                 | Play2gether        | 본인        |                                   |      | [ 8 ]  |
| 2020 |                 | Bright - Win Inbox | 본인        |                                   |      | [ 9 ]  |
| 2020 | GMM 25, LINE TV | 스틸 2게더         | 타인 티파컨 | 2020년 8월 14일 ~ 2020년 9월 11일 | 주연 | [ 10 ] |
| 2021 | GMM 25          | F4 Thailand        | 캐빈        | 미정                              | 주연 | [ 11 ] |

## 수상 및 후보
| 연도 | 시상식                               | 부문                                                | 작품                        | 결과 | 각주          |
| ---- | ------------------------------------ | --------------------------------------------------- | --------------------------- | ---- | ------------- |
| 2020 | Kazz Awards                          | Kazz Magazine's Favorite (와치라윗 치와아리와 공동) | 2게더: 더 시리즈 스틸 2게더 | 수상 | [ 12 ]        |
| 2020 | LINE Thailand People's Choice Awards | 베스트 커플 (와치라윗 치와아리와 공동)              | 2게더: 더 시리즈 스틸 2게더 | 수상 | [ 13 ]        |
| 2020 | 마야 시상식                          | 베스트 커플 (와치라윗 치와아리와 공동)              | 2게더: 더 시리즈 스틸 2게더 | 후보 | [ 14 ] [ 15 ] |
| 2021 | 제6회 아시아 아티스트 어워즈         | 아시아 셀러브리티상                                 | 빈칸                        | 수상 |               |